# Bundesgesetzblatt (Deutschland)

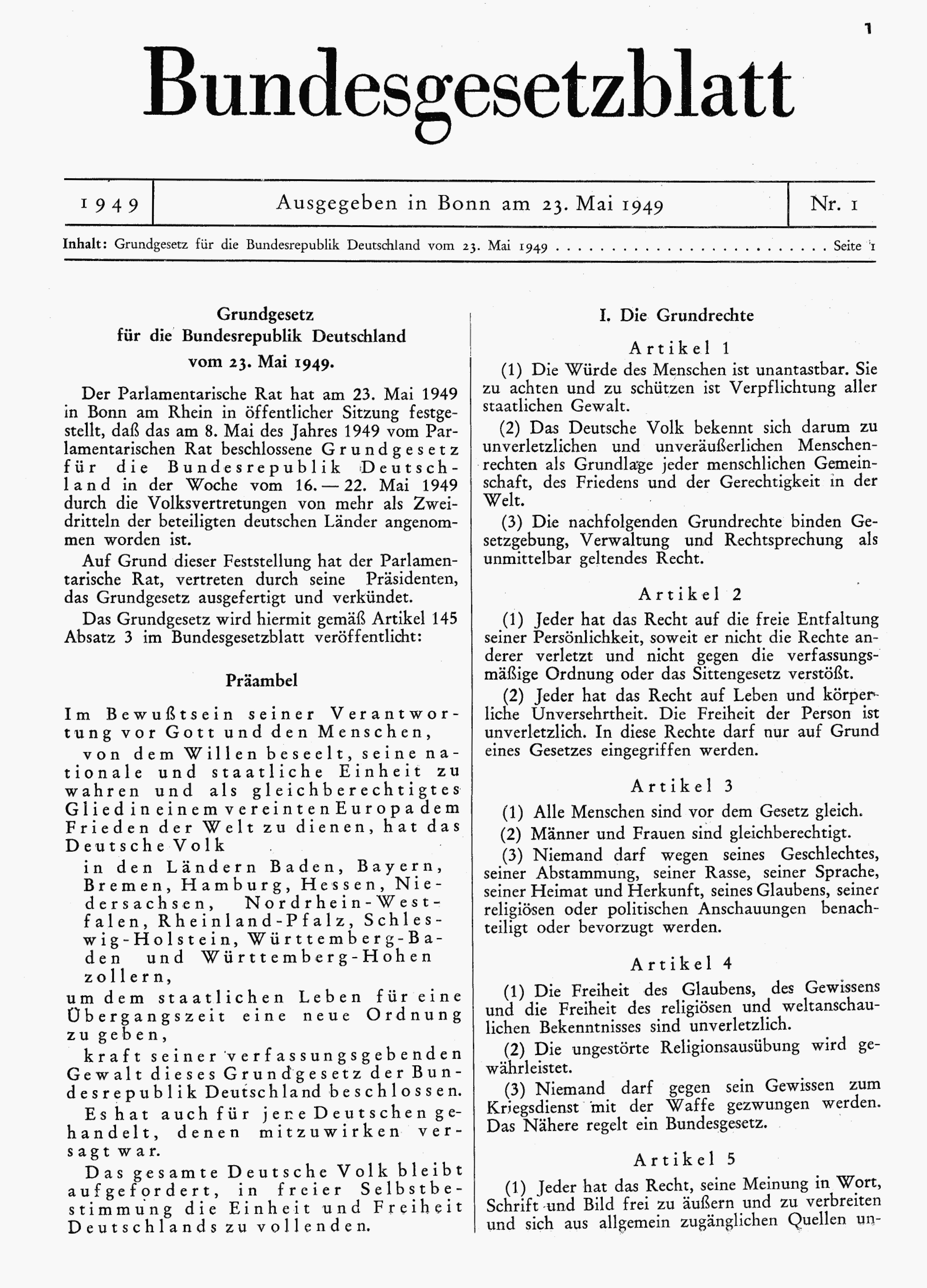
Bundesgesetzblatt (BGBl.) vom 23. Mai 1949 S. 1 mit dem Grundgesetz

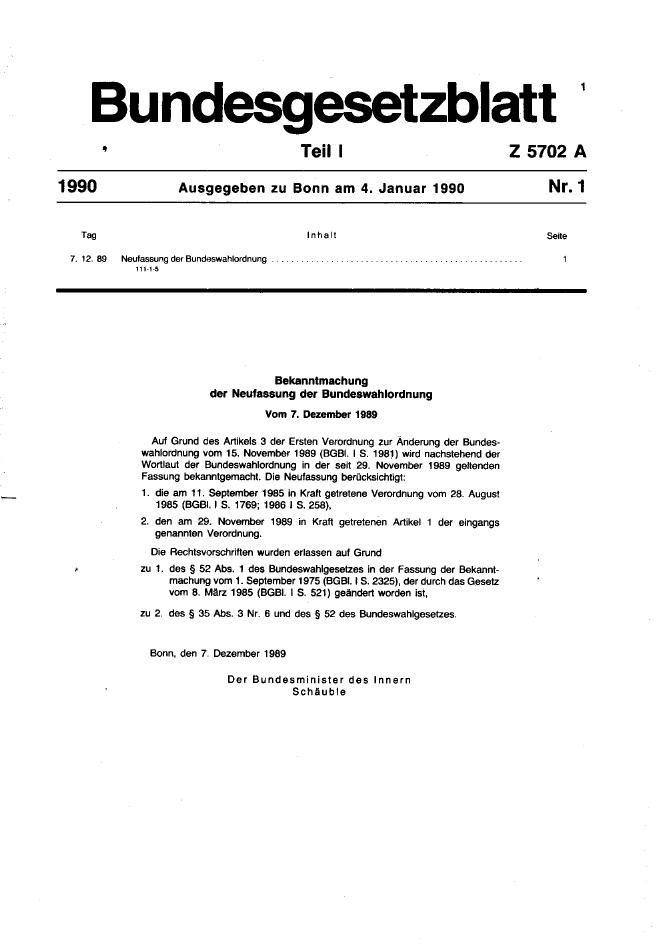
BGBl. 1990 I S. 1 im von 1980 bis 2022 verwendeten Layout

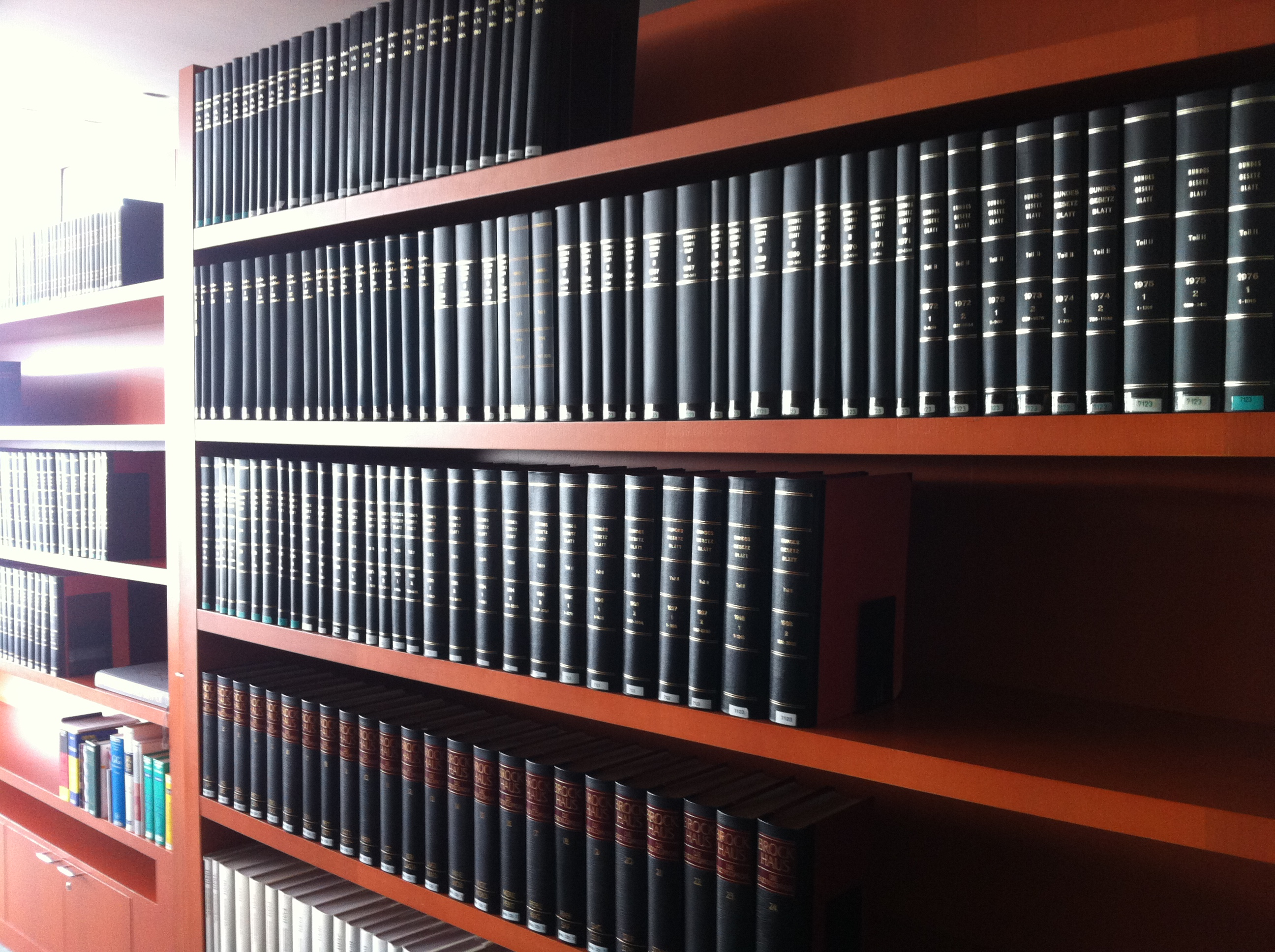
Gebundene Sammlung des Bundesgesetzblatts im Bundeskanzleramt, 2012

Das deutsche Bundesgesetzblatt (Abkürzung: BGBl.) ist das amtliche Verkündungsblatt der Bundesrepublik Deutschland. Es dient zur Bekanntmachung der nach zeitlicher Reihenfolge ihres Ausfertigungstages verkündeten Bundesgesetze, Rechtsverordnungen des Bundes und einzelner Entscheidungen des Bundesverfassungsgerichts. Es wird vom Bundesministerium der Justiz herausgegeben und vom Bundesamt für Justiz auf der Internetseite www.recht.bund.de veröffentlicht. Es wird dort vollständig und dauerhaft bereitgehalten. Das Bundesamt für Justiz nimmt die Aufgaben der Schriftleitungen der Bundesgesetzblätter und des amtlichen Teils des Bundesanzeigers wahr. Damit obliegt ihm die Verantwortung über die Verkündung von Gesetzen, Verordnungen und sonstigen Bekanntmachungen.

## Zweck
Neue Gesetze und Verordnungen müssen zu ihrer Wirksamkeit, nachdem sie vom Bundespräsidenten und Vertretern der Bundesregierung unterschrieben wurden, verkündet werden. Die Verkündung eines Gesetzes im Bundesgesetzblatt beendet das Gesetzgebungsverfahren. Sie ist eine formelle Voraussetzung für die Geltung des Gesetzes (Art. 82 Abs. 1 Satz 1 GG). Mit „Inkrafttreten“ eines Gesetzes bezeichnet man den Zeitpunkt, ab dem die jeweiligen gesetzlichen Regelungen gelten und zu beachten sind (Außenwirksamkeit). Wann ein Gesetz in Kraft tritt, entscheidet allein der Gesetzgeber. Dieser Abschluss des Gesetzgebungsverfahrens gewährleistet, dass die Öffentlichkeit und damit alle Bürgerinnen und Bürger feststellen können, welche Gesetze in ihrem Land gelten. In einem Rechtsstaat gibt es keine „Geheimgesetze“. Wenn der Vertrauensschutz gewahrt wird, kann ein Gesetz ausnahmsweise auch rückwirkend gelten, also für einen Zeitraum vor seiner Verkündung.
Das Ende der Geltungsdauer eines Gesetzes (Außerkrafttreten) muss in einem Gesetz nicht festgelegt sein. Wenn ein Gesetz sein Außerkrafttreten nicht regelt, gilt es auf unbestimmte Zeit. Manchmal entscheidet sich der Gesetzgeber auch dafür, ein Gesetz oder einzelne Vorschriften auf einen bestimmten Zeitraum zu befristen. Das Gesetz oder eine einzelne Vorschrift tritt dann beispielsweise an einem bestimmten Datum außer Kraft. Der Gesetzgeber kann durch ein Gesetz auch andere Gesetze außer Kraft setzen. Rechtsbereinigung ist hierbei eine Daueraufgabe der Bundesregierung und ein wichtiges Element guter Gesetzgebung. Das Bundesministerium der Justiz unterstützt mit der Rechtsbereinigung das Ziel, den Bestand der geltenden Gesetze und Verordnungen übersichtlich zu halten, damit klar erkennbar ist, welche Rechtsnormen heute und in Zukunft Anwendung finden.

## Geschichte
Das Bundesgesetzblatt erscheint seit der Verkündung des Grundgesetzes (BGBl. 1949, S. 1) und ist damit Nachfolger des von 1871 bis 1945 herausgegebenen Reichsgesetzblattes. Seit 1951 wird es in zwei Teilen herausgegeben. Die Teile werden beim Zitieren von Fundstellen in römischen Ziffern angegeben, danach folgt ohne trennendes Komma die Seite.
Bis Ende 2022 wurde das Bundesgesetzblatt in gedruckter Form herausgegeben und vom zur DuMont Mediengruppe gehörenden Bundesanzeiger Verlag veröffentlicht.
Das Bundesgesetzblatt war zunächst nur für Ausgaben ab dem Jahr 1998 kostenfrei im Internet einsehbar, im Rahmen eines kostenpflichtigen Abonnements standen alle Ausgaben seit 1949 zur Verfügung. Seit dem 22. April 2009 können alle Ausgaben kostenlos im Format PDF beim Bundesanzeiger Verlag eingesehen werden. Ein Ausdruck dieser Archivausgaben ist aber bis Ende 2022 nur mit einem kostenpflichtigen Abonnement möglich und erlaubt gewesen.
Einzige amtliche Ausgabe des Bundesgesetzblatts war bis Jahresende 2022 – anders als beim Amtsblatt der Europäischen Union seit 2013 – weiterhin die gedruckte Ausgabe.
Die Open Knowledge Foundation Deutschland (OKF) hatte im Dezember 2018 unter Inkaufnahme eines urheberrechtlichen Konflikts mit dem Bundesanzeiger Verlag ein eigenes Portal mit den Inhalten des Bundesgesetzblatts frei ins Internet gestellt. Wenige Tage später erklärte die damalige Bundesjustizministerin Katarina Barley gegenüber der Frankfurter Allgemeinen Zeitung, die Verkündung von Gesetzen und Verordnungen des Bundes solle ab 2022 nur noch elektronisch erfolgen. Dazu werde ein Bürgerportal eingerichtet. Zunächst müsse jedoch das Grundgesetz geändert und der Vertrag mit DuMont gekündigt werden.
Nachdem im Dezember 2022 der Bundestag und der Bundesrat zugestimmt hatten, trat die Grundgesetzänderung am 24. Dezember 2022 in Kraft. Das neue Verkündungs- und Bekanntmachungsgesetz wurde am 28. Dezember 2022 im Bundesgesetzblatt verkündet und trat am 1. Januar 2023 in Kraft. Am 4. Januar 2023 erschien die erste rein elektronische Ausgabe des Bundesgesetzblatts mit einer Änderung der Baustellenverordnung.

## Teil I
Im Bundesgesetzblatt Teil I werden veröffentlicht:
- Bundesgesetze[18] mit Ausnahme völkerrechtlicher Übereinkünfte
- Verordnungen (bis 2022 wurden manche Verordnungen stattdessen im Bundesanzeiger oder im Amtsblatt eines Bundesministeriums veröffentlicht)
- Zuständigkeitsentscheidungen nach Artikel Art. 129 des Grundgesetzes
- BGBl. 2023, Teil I, Nr. 1: die erste rein elektronische Ausgabe des Bundesgesetzblatts mit einem neuen Layout. Eine wesentliche Neuerung ist insbesondere der Wegfall der fortlaufenden Seitennummer.Entscheidungsformeln der Urteile des Bundesverfassungsgerichts nach § 31 BVerfGG
- Anordnungen und Erlasse des Bundespräsidenten
- Organisationserlasse des Bundeskanzlers gemäß § 9 der Geschäftsordnung der Bundesregierung, zum Beispiel Organisationserlass der Bundeskanzlerin vom 14. März 2018 (BGBl. I S. 374)
- Bekanntmachungen über innere Angelegenheiten des Deutschen Bundestags und des Bundesrats; das sind beispielsweise:
  - die Geschäftsordnung des Deutschen Bundestages
  - die Geschäftsordnung des Bundesrates
  - die Geschäftsordnung für den Gemeinsamen Ausschuß
Andere Bekanntmachungen werden nur dann im Bundesgesetzblatt Teil I veröffentlicht, wenn das gesetzlich vorgesehen ist. Die vom Bundespräsidenten genehmigte Geschäftsordnung der Bundesregierung und die Gemeinsame Geschäftsordnung der Bundesministerien hingegen werden nicht im Bundesgesetzblatt veröffentlicht, sondern im Gemeinsamen Ministerialblatt.

## Teil II
Die in Deutschland geltenden völkerrechtlichen Übereinkünfte und Verträge, die zu ihrer Inkraftsetzung erlassenen Rechtsvorschriften sowie damit zusammenhängende Bekanntmachungen werden im Bundesgesetzblatt Teil II verkündet. Daneben werden auch Rechtsvorschriften des Zolltarifwesens veröffentlicht (ISSN 0341-1109).

## Teil III
Daneben gibt es noch die Sammlung des Bundesrechts im Bundesgesetzblatt Teil III.
Im Rahmen einer Rechtsbereinigung für die Zeit vor dem Zusammentritt des Deutschen Bundestages wurde seinerzeit das am 31. Dezember 1963 geltende Bundesrecht in – von Ausnahmen abgesehen – vollem Wortlaut festgestellt und im Bundesgesetzblatt Teil III abgedruckt. Vorschriften, die nicht nach § 1 Abs. 3 des Gesetzes über die Sammlung des Bundesrechts vom 10. Juli 1958 (BGBl. I S. 437) ausgenommen waren, und Vorschriften, die nicht in die Sammlung aufgenommen wurden, sind danach am 31. Dezember 1968 außer Kraft getreten. Mittlerweile gibt es diese Unterreihe nur noch als E-Journal, womit auch keine ISSN mehr verfügbar ist.

## Fundstellennachweise
Zusätzlich werden vom Bundesministerium der Justiz jährlich zum Stichtag 31. Dezember zwei Fundstellennachweise (FN) herausgegeben. Der FN A enthält das Bundesrecht ohne völkerrechtliche Vereinbarungen, der FN B völkerrechtliche Vereinbarungen und die Verträge zur Vorbereitung und Herstellung der Einheit Deutschlands.

## Verkündung und amtliche Bekanntmachung
Das Bundesgesetzblatt wird nun elektronisch veröffentlicht, was den Prozess effizienter macht und Papier spart. Bürger können die offiziellen Inhalte nun kostenlos und barrierefrei von jedem internetfähigen Gerät aus abrufen, im Gegensatz zur bisherigen kostenpflichtigen oder bibliotheksgebundenen Zugänglichkeit. Die Verkündung von Gesetzen und Rechtsverordnungen erfolgt jeweils durch die Ausgabe einer Nummer des Bundesgesetzblatts. Amtliche Bekanntmachungen im Bundesgesetzblatt erfolgen jeweils durch die Ausgabe einer Nummer des Bundesgesetzblatts. Jede Nummer des Bundesgesetzblatts trägt das Datum ihrer Ausgabe. Das Bundesgesetzblatt ist jederzeit frei zugänglich. Es kann unentgeltlich gelesen, ausgedruckt, gespeichert und verwertet werden. Für das Bundesgesetzblatt wird ein unentgeltlicher elektronischer Benachrichtigungsdienst bereitgestellt, der über jede Ausgabe einer neuen Nummer und deren Inhalt informiert. Jede Nummer des Bundesgesetzblatts trägt ein qualifiziertes elektronisches Siegel nach der eIDAS-Verordnung.

## Archivierung
Die Bundesgesetzblätter müssen für die dauerhafte Aufbewahrung digitalisiert und mit einem qualifizierten Siegel versehen werden. Diese digitalen Dokumente werden dann dem digitalen Zwischenarchiv zusammen mit einem Nachweis über den Verkündungs- oder Bekanntmachungszeitpunkt übergeben.

## Strafrechtliche Sanktionen
Personen, die gegen folgende vollziehbare Anordnungen verstoßen, können mit einer Freiheitsstrafe von bis zu einem Jahr oder einer Geldstrafe belegt werden:
1. Die zuständige Stelle kann anordnen, dass Betreiber von sozialen Netzwerken eine vereinfachte Verkündung oder amtliche Bekanntmachung dulden müssen.
2. Zusätzlich kann sie den Betreibern verbieten, diese vereinfachten Mitteilungen zu löschen oder ihre öffentliche Sichtbarkeit einzuschränken,
3. Auf Anordnung der zuständigen Stelle müssen Betreiber des Rundfunks, des Fernsehens, der gedruckten oder digitalen Tagespresse eine vereinfachte Verkündung oder amtliche Bekanntmachung unverzüglich durchführen und können dabei vom zuständigen Organ spezifische Anweisungen erhalten, wie beispielsweise den Zeitpunkt und die Dauer der Anzeige auf der Startseite des entsprechenden Internetauftritts angezeigt werden muss.